# Altiero Spinelli
Altiero Spinelli (Roma, 31 agosto 1907 – Roma, 23 maggio 1986) è stato un politico e scrittore italiano, sovente citato come padre fondatore dell'Unione europea per la sua influenza sull'integrazione europea post-bellica.
Militante comunista e antifascista in gioventù, nel 1941, internato a Ventotene, insieme ad Ernesto Rossi ed Eugenio Colorni redasse il manifesto "Per un'Europa libera e unita" (più comunemente noto come Manifesto di Ventotene), considerato un precursore del processo di integrazione europea.
Nel 1943 fu fondatore del Movimento Federalista Europeo e poi cofondatore dell'Unione dei Federalisti Europei. Ricoprì diversi incarichi nelle istituzioni comunitarie e italiane, tra cui: membro della Commissione europea dal 1970 al 1976, poi del Parlamento italiano (1976) e quindi del primo Parlamento europeo nel 1979. Fu promotore di un progetto di trattato istitutivo di un'Unione Europea con marcate caratteristiche federali che venne adottato dal Parlamento europeo nel 1984.
Questo progetto influenzò in maniera significativa il primo tentativo di profonda revisione dei trattati istitutivi della CEE e dell'EURATOM, l'Atto unico europeo. Fu membro del parlamento europeo per dieci anni, eletto nelle liste del Partito Comunista Italiano come indipendente, e rimase uno degli attori politici principali sulla scena europea attraverso il Club del coccodrillo, da lui fondato e animato nel 1981.

## Biografia

### Ambiente familiare e formazione culturale
Nato a Roma il 31 agosto 1907 dai teatini Carlo e Maria Ricci, trascorse la prima infanzia nella città brasiliana di Campinas, dove il padre esercitava la funzione di viceconsole del Regno d'Italia. Quando compì cinque anni, suo padre decise di interrompere la carriera diplomatica per quella imprenditoriale e ritornò in patria, con la famiglia.
Durante gli anni al liceo Mamiani di Roma, Spinelli dimostrò una discreta capacità di assimilare le lingue che studiava, come il latino, il tedesco e il francese. Il greco classico lo studiò in carcere, poiché il liceo classico che frequentava aveva una sezione sperimentale nella quale il greco era sostituito da una seconda lingua straniera. Fin da giovanissimo approfondì da autodidatta il pensiero marxista grazie ai libri della biblioteca paterna, ma la lettura gli risultò molto complessa. Per descrivere il suo livello di conoscenza della filosofia marxista in quel tempo, Spinelli coniò l'espressione cattedrale di granito e nebbia con la quale indicava la fede cieca nella dottrina del partito, nonostante le lacune e la mancata comprensione di alcune questioni.
Riuscì a diplomarsi all'età di sedici anni e poi si iscrisse alla facoltà di Giurisprudenza all'Università "La Sapienza".

### Impegno politico
La reazione dei giornali italiani ad una manifestazione fascista del 1921 mirante a traslare la salma di Enrico Toti al Cimitero del Verano, spinse Spinelli ad avvicinarsi al comunismo, sul piano delle idee. Quasi tutti i giornali, infatti, avevano taciuto la reazione degli abitanti del quartiere San Lorenzo, tranne un giornale comunista. Ciò lo convinse del fatto che i comunisti fossero più coraggiosi e più coerenti rispetto ai socialisti, maggiormente portati al dialogo con le forze borghesi. Da ciò derivò la frattura tra il giovane Spinelli e il padre, tenacemente ancorato al Partito Socialista Italiano.
Si iscrisse al Partito Comunista d'Italia nel 1924, l'anno dell'assassinio di Giacomo Matteotti, col fascismo ormai al potere e i comunisti costretti alla clandestinità. Tale situazione non lo scoraggiò e divenne ben presto il leader della cellula del quartiere Trionfale, grazie alla conoscenza della dottrina marxista, che gli permetteva di offrire spiegazioni ai garzoni e bottegai che facevano parte della cellula. L'attività di partito ben presto lo sottrasse agli affetti familiari e lo costrinse a trasferirsi a Milano per sfuggire alla polizia. Il tentativo comunque fu inutile perché il 3 giugno 1927 fu arrestato e, sulla base delle leggi speciali per gli oppositori politici introdotte dal fascismo, condannato dal Tribunale speciale per la difesa dello Stato a sedici anni e otto mesi di carcere, dopo un anno già passato a San Vittore.

### Periodo in carcere
Spinelli scontò circa dieci anni di carcere dal 1928 al 1937 in tre città diverse: a Lucca (1928-1931), a Viterbo (1931-1932) e a Civitavecchia (1932-1937). A queste tre fasi vanno aggiunti pochi mesi passati a Roma nel 1937, nel carcere di Regina Coeli, nell'attesa di tornare in libertà, essendogli stati condonati cinque anni nel 1932, in occasione del decennale della marcia su Roma e altri due anni nel 1934 per la nascita della principessa Maria Pia di Savoia, figlia del principe Umberto II di Savoia. In questi anni, a causa della lontananza, si concluse il suo rapporto con Tina Pizzardo (nipote del cardinale Giuseppe Pizzardo).
Trascorse tale periodo approfondendo i suoi studi nel campo della filosofia, soprattutto Hegel e Marx, della storia e dell'economia, ma anche in quello letterario (imparò il russo e lo spagnolo leggendo i classici in lingua originale). Tra i compagni di reclusione, Spinelli stimava Giuseppe Pianezza, Umberto Terracini e Leo Valiani. Pur rimanendo iscritto al partito, maturò gradualmente il suo distacco dal marxismo, considerandolo ormai troppo liberale per fare l'interesse del proletariato. Non si avvicinò ancora, tuttavia, ad altre ideologie politiche e, per questo, fu costantemente guardato con sospetto dagli altri detenuti politici. Nel 1937 fu trasferito a Roma ma, mentre attendeva con ansia il momento del rilascio, ricevette la brusca notizia del trasferimento al confino di Ventotene.

### Anni del confino
Altiero Spinelli fu confinato in due località diverse: a Ponza (1937-1939) e a Ventotene (1939-1943). In quegli anni di confino fu uno dei pochi esponenti comunisti a prendere le distanze da Stalin, dai processi di Mosca e dal comunismo sovietico in generale.
Spinelli non rifiutava solo l'interpretazione del terrore staliniano come di un necessario periodo «giacobino» che avrebbe rafforzato la rivoluzione, bensì negava alle fondamenta tutto l'insieme della politica comunista quale si era configurata dal periodo del «socialfascismo» fino alla politica dei fronti popolari, colpendo anche le basi della dottrina marxista. Celeste Negarville scrive nel suo diario un commento proprio alle posizioni di Altiero nell'isola in quel periodo, commentando che «la posizione di Altiero è pericolosissima: "condizione per la rivoluzione in Europa, l'abbattimento della dittatura staliniana"». Spinelli rilevava come «la dittatura del proletariato si era trasformata in dittatura del partito, poi del Comitato centrale, poi personale di Stalin».
Nel 1937, quindi, Altiero Spinelli fu espulso dal Partito Comunista d'Italia con l'accusa di voler «minare l'ideologia bolscevica, e di essersi trasformato in un piccolo borghese», quindi ritenuto trockista, definizione infamante per un comunista ortodosso dell'epoca.
Il periodo del confino, tuttavia, fu fondamentale nel suo percorso intellettuale e politico. Ebbe l'opportunità di leggere una serie di articoli scritti negli anni venti da Luigi Einaudi sul Corriere della Sera, pubblicati col titolo "Lettere di Junius", e condivise tale esperienza con uomini politici di primaria importanza nella storia d'Italia, come il futuro Presidente della Repubblica Sandro Pertini e, in particolare con l'esponente di Giustizia e Libertà Ernesto Rossi e il socialista Eugenio Colorni.

### Manifesto di Ventotene

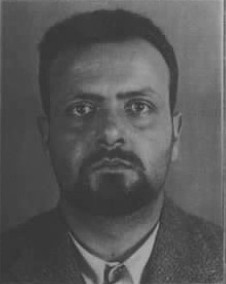
Spinelli ritratto nella foto-scheda segnaletica del Ministero dell'Interno italiano

Nel giugno del 1941, durante il soggiorno forzato sull'isola di Ventotene, Spinelli, con la collaborazione di Ernesto Rossi e di Eugenio Colorni, scrisse il documento base del federalismo europeo: il Manifesto per un'Europa Libera e Unita, meglio conosciuto come Manifesto di Ventotene.
Le vicende della stesura originale, le successive versioni e la diffusione clandestina del Manifesto sono tuttora oscure. Le testimonianze circa il modo in cui il Manifesto uscì clandestinamente da Ventotene non concordano. Decisivo fu sicuramente il contributo di Ursula Hirschmann, moglie di Colorni che, non essendo confinata e avendo la possibilità di mantenere rapporti costanti col marito, sarebbe riuscita a far giungere lo scritto nella penisola e a diffonderlo. Secondo la versione più suggestiva, il testo, per mancanza di carta, fu scritto sulla carta da sigarette e, per evitare i controlli della polizia, nascosto nel ventre di un pollo arrosto e portato sul continente. Assieme a Hirschmann contribuirono alla diffusione dello scritto Gigliola e Fiorella Spinelli (sorelle di Altiero) e Ada Rossi (moglie di Ernesto). Tuttavia non è rimasta traccia di nessuna delle versioni dattiloscritte o ciclostilate del documento che circolavano tra il 1941 e il 1943.
Spinelli fu liberato da Ventotene dopo l'arresto di Benito Mussolini, ai primi di agosto del 1943. Di fronte a quella che era stata la catastrofe europea, Spinelli aveva maturato la convinzione che solo un'organizzazione federale avrebbe potuto farla rientrare da protagonista nel quadro internazionale. Per servire tale convinzione, Spinelli non fondò un partito, bensì un movimento trasversale ai partiti politici.
Il 27 e il 28 agosto 1943, in casa di Mario Alberto Rollier in Via Poerio, a Milano, dove una lapide ricorda l'evento, si tenne il congresso di fondazione del Movimento Federalista Europeo. Erano presenti, tra gli altri, Spinelli, Colorni, Rossi, Hirschmann, Manlio Rossi Doria, Giorgio Braccialarghe e Vittorio Foa. Il movimento adottò come programma il Manifesto di Ventotene.
A metà settembre, essendosi rifugiato in Svizzera, per sfuggire all'occupazione tedesca, Spinelli, insieme a Rossi e a Hirschmann, tentò di contattare altri democratici europei di convinzione federalista. In autunno, anche l'esule Luigi Einaudi si aggiunse al gruppo. Il matrimonio tra Hirschmann e Colorni, intanto, era entrato in crisi e lei si avvicinò a Spinelli; in Svizzera, nacque Diana, la prima delle loro tre figlie. La giornalista Barbara Spinelli nacque tre anni dopo. Intanto, Eugenio Colorni, che il 6 maggio 1943 era riuscito a sfuggire alla sorveglianza della polizia e aveva lasciato Melfi per intraprendere l'attività partigiana, venne ucciso a Roma dai fascisti della banda Koch nel maggio del 1944, a pochi giorni dalla liberazione della capitale. 
Nella primavera del 1944, a Ginevra, Spinelli e Rossi tennero alcuni incontri con i rappresentanti dei movimenti di Resistenza di otto Paesi. Spinelli preparò con loro un testo di "Dichiarazione federalista", che i resistenti votarono il 20 maggio 1944. Subito dopo, Spinelli aderì al Partito d'Azione e, nel luglio del 1944 rientrò a Milano, per partecipare attivamente alla Resistenza. Fu subito cooptato nella segreteria del Partito d'Azione-Alta Italia, e diresse per qualche mese l'Italia Libera di Milano e Unità europea.
Nel mese di marzo 1945 ebbe luogo, a Parigi, la prima Conferenza federalista europea. Spinelli ne fu l'animatore e Ursula Hirschmann l'organizzatrice. Tra i partecipanti, gli scrittori Albert Camus e George Orwell e il filosofo Emmanuel Mounier. Nel febbraio del 1946, insieme a Ferruccio Parri e Ugo La Malfa, Spinelli abbandonò il Partito d'Azione per fondare il Movimento della democrazia repubblicana (poi Concentrazione Democratica Repubblicana). Tale esperienza fu però di breve durata e si concluse dopo pochi mesi. La Malfa e Parri aderirono al Partito Repubblicano Italiano ma Spinelli non li seguì.

### Politico europeo
Spinelli ebbe un ruolo rilevante nella nascita e nella definizione in chiave moderna del concetto di Europa. La sua speranza che, finita la guerra, si sarebbe potuta costruire una federazione europea poggiava sul presupposto che le potenze vincitrici si sarebbero ritirate dall'Europa; tuttavia l'instaurarsi di un clima di guerra fredda tra le superpotenze statunitense e sovietica e la creazione di un duplice protettorato vanificarono una tale prospettiva.
Nel 1947, Spinelli tornò alla carica con la battaglia federalista (alla quale partecipò anche Giuseppe Motta), vedendo nel Piano Marshall la prima forma di integrazione europea. Una stagione particolarmente favorevole gli si aprì inoltre a partire dal 1950 in occasione dell'elaborazione del trattato CED (Comunità Europea di Difesa).
Nel 1954 propose un mandato costituente per l'Assemblea comune della CED, che fu bloccato per l'opposizione della Francia. L'accantonamento della CED gettò Spinelli nello sconforto. Egli si stava accorgendo che, soprattutto dopo la morte di Stalin, la questione europea si stava via via eclissando. Si rivolse allora a Jean Monnet per proporgli di diventare l'animatore di un partito europeo che tendesse alla creazione di una federazione europea, ma senza esito.
Ulteriore tentativo venne fatto quando si propose di trasformare la CECA in una comunità federale per mezzo di un'evoluzione dei suoi organi e un allargamento delle competenze. Fallita anche tale prospettiva, si dedicò alla campagna in favore di un Congresso del popolo europeo e alla stesura del secondo manifesto federalista. L'idea era di cercare di convocare una serie di assemblee locali, ciascuna delle quali doveva eleggere persone che sarebbero andate a costituire un organismo che prefigurava un Parlamento federale. Anche i risultati di tale iniziativa si rivelarono scarsi, tanto che lo stesso Spinelli l'abbandonò precocemente.
Nel suo discorso per il Congresso del popolo europeo, tenuto a Torino nel 1957, Spinelli mise in discussione e criticò la legittimità del concetto di stato-nazione. Nel 1965, su iniziativa di Altiero Spinelli, che ne fu il primo direttore, la Fondazione Adriano Olivetti, l'Associazione di cultura e politica il Mulino e il Centro studi "Nord e Sud" crearono l'Istituto Affari Internazionali (IAI) grazie a un sostanzioso contributo della Ford Foundation procurato da Spinelli stesso negli Stati Uniti d'America. L'Istituto Affari Internazionali nasceva come ente privato senza fini di lucro, con lo scopo di contribuire alla conoscenza dei problemi internazionali, con un'attenzione particolare verso il processo di integrazione europea e l'area mediterranea.
Fu membro della Commissione europea ininterrottamente dal 1970 al 1976. Il 1º luglio 1970, il Presidente della Commissione Europea, Franco Maria Malfatti, nominò Spinelli Commissario europeo per gli Affari Industriali, per la Ricerca generale e la Tecnologia, e per il Centro comune di ricerca. Il 22 marzo 1972, fu confermato nel suo incarico all'interno della nuova Commissione guidata da Sicco Mansholt. Il 6 gennaio 1973, fu nuovamente confermato Commissario europeo per la Politica Industriale e Tecnologica nella Commissione presieduta da François-Xavier Ortoli. Mantenne tale incarico sino al 20 maggio 1976 quando, essendosi 4 giorni prima candidato alle elezioni politiche italiane del 20-21 giugno, cedette provvisoriamente le sue competenze a Henri Simonet. Ottenuta l'elezione alla Camera dei Deputati ed entrato in carica il 5 luglio, Spinelli si dimise il 2 luglio dalla Commissione Europea e fu sostituito definitivamente il 14 da Cesidio Guazzaroni.

Spinelli negli ultimi anni di vita

### Deputato alla Camera e al Parlamento europeo
Nel 1976, Spinelli si presentò alle elezioni politiche italiane per la Camera dei deputati, come indipendente di sinistra nelle liste del Partito Comunista Italiano (PCI) e fu eletto deputato. Si iscrisse al Gruppo misto, di cui fu presidente per l'intera legislatura. Nello stesso periodo fu anche eletto componente della rappresentanza italiana al Parlamento europeo. Fu confermato deputato nella legislatura successiva (1979-1983), nella quale fece parte della III Commissione Esteri e poi della VII Commissione Difesa.
Fu anche eletto nel 1979 come indipendente nella lista del PCI al primo Parlamento europeo a elezione diretta e, successivamente, fu rieletto nel 1984. Ad ottobre del 1980, lanciò la rivista Crocodile – Lettre aux Membres du Parlement européen, nel cui primo editoriale espresse il progetto politico di costruzione di una comune volontà dell'Europa.

Il 14 febbraio 1984 propose un progetto costituzionale per gli Stati Uniti d'Europa; il progetto di un Trattato per l'Unione Europea venne approvato dal Parlamento europeo, mentre i rappresentanti degli Stati membri nel Consiglio europeo bocciarono successivamente la proposta del movimento federalista di trasformare la comunità in una federazione europea di Stati, mediante un passaggio parziale della loro sovranità nazionale a un'istituzione sopra di loro. Entrambe le decisioni influenzarono in maniera significativa il primo tentativo di profonda revisione dei trattati istitutivi della Cee e dell'Euratom, l'Atto unico europeo.
Spinelli fu membro del parlamento europeo per dieci anni e rimase uno degli attori politici principali sulla scena europea attraverso il Club del coccodrillo, da lui fondato nel 1981 e animato successivamente. Nel 1985 intervenne al XXXI Congresso del Partito Radicale di Marco Pannella per esortare i radicali a promuovere a livello europeo le loro campagne portate avanti in Italia.
Morì in una clinica romana il 23 maggio 1986. Oggi riposa nel cimitero comunale di Ventotene.

## Riconoscimenti
- Premio Robert Schuman, 1973

Statua di Altiero Spinelli, facente parte del Monumento ai padri fondatori dell'Unione Europea del parco Herăstrău di Bucarest

- Nel 1993, una delle due ali dell'edificio che ospita il parlamento europeo a Bruxelles fu dedicata a Spinelli in omaggio alla sua vita spesa per la comunità europea.[34] L'altra ala dell'edificio è intitolata a Paul-Henri Spaak. La costruzione è comunemente conosciuta con la sigla ASP (Altiero SPinelli).
- È dedicata a Spinelli l'aula magna dell'Università Kore di Enna e anche l'aula magna della Facoltà di Scienze politiche dell'Università degli Studi di Napoli Federico II.
- È intitolato a Spinelli anche il Gruppo Spinelli, creato nel 2010 per il rilancio dell'integrazione europea.
- È intitolata a Spinelli anche la Civica Scuola Interpreti e Traduttori "Altiero Spinelli" presso la Fondazione Milano - Scuole Civiche, fondata nel 1980, che tra l'altro forma traduttori e interpreti per la Commissione europea.
- È intitolata a Spinelli la Scuola Internazionale Europea Statale, fondata a Torino nel 1996.

## Opere su Spinelli

### Televisione
- Un mondo nuovo (2014) film TV per la RAI di Alberto Negrin, con l'attore Vinicio Marchioni nel ruolo di Spinelli.

### Teatro
- Ventotene (2016) spettacolo teatrale della compagnia ALIBI artisti liberi indipendenti di Tricase (LE), scritto da Walter Prete, regia di Gustavo D'Aversa.

### Letteratura
- La macchina del vento (Einaudi, 2019), romanzo di Wu Ming 1 ambientato a Ventotene tra il 1939 e il 1943. Spinelli vi figura tra i personaggi più importanti.

## Opere
- Per un'Europa libera e unita. Progetto d'un manifesto, con Ernesto Rossi, 1941. [prima stesura del manifesto di Ventotene, perduto]
- Il Manifesto del Movimento Federalista Europeo. Elementi di discussione, in "Quaderni del Movimento Federalista Europeo", n. 1, agosto 1943. [seconda stesura del manifesto di Ventotene]
- Tesi politiche federaliste, settembre 1943, ne "L'Unità europea", n. 3.
- Problemi della Federazione europea, con Ernesto Rossi, Roma, Edizioni del Movimento italiano per la Federazione europea, 1944. [terza stesura del manifesto di Ventotene]
- Considerazioni di un federalista sulla Germania, Firenze, La nuova Italia, 1948.
- Dagli stati sovrani agli Stati Uniti d'Europa, Prefazione di Aldo Garosci, Firenze, La nuova Italia, 1950.
- Manifesto dei Federalisti Europei, Parma, Guanda, 1957 (ristampato come Il Manifesto dei federalisti europei, a cura di Piero S. Graglia, Ventotene, L'ultima spiaggia, 2016. ISBN 978-88-98-60710-5).
- L'Europa non cade dal cielo, Bologna, Il mulino, 1960.
- Tedeschi al bivio, Roma, Opere Nuove, 1960.
- Repressione politica e opposizione clandestina. Il Tribunale speciale, in Trent'anni di storia politica italiana, 1915-1945, Torino, ERI, 1962.
- Che fare per l'Europa?, a cura di, Milano, Edizioni di Comunità, 1963.
- Rapporto sull'Europa, Milano, Edizioni di Comunità, 1965.
- Il lungo monologo, Roma, Edizioni dell'Ateneo, 1968.
- L'avventura europea, Bologna, Il Mulino, 1972.
- PCI, che fare? Riflessioni su strategia e obiettivi della Sinistra, Torino, Einaudi, 1978.
- La mia battaglia per un'Europa diversa, Manduria, Lacaita, 1979.
- Verso l'unione europea, Firenze, Istituto Universitario Europeo, 1983.
- Come ho tentato di diventare saggio

I, Io, Ulisse, Bologna, Il Mulino, 1984. ISBN 88-15-00490-4.
II, La goccia e la roccia, a cura di Edmondo Paolini, Bologna, Il Mulino, 1987. ISBN 88-15-01413-6.
- Il progetto europeo, Bologna, Il Mulino, 1985. ISBN 88-15-00883-7.
- Discorsi al Parlamento europeo, 1976-1986, a cura di Pier Virgilio Dastoli, Bologna, Il Mulino, 1987. ISBN 88-15-01268-0.
- Battaglia per l'Unione. 1979-1986, Lussemburgo, Ufficio delle pubblicazioni ufficiali delle Comunità europee, 1988.
- Diario europeo

I, 1948-1969, a cura di Edmondo Paolini, Bologna, Il Mulino, 1989. ISBN 88-15-01981-2.
II, 1970-1976, a cura di Edmondo Paolini, Bologna, Il Mulino, 1992. ISBN 88-15-02694-0.
III, 1976-1986, a cura di Edmondo Paolini, Bologna, Il Mulino, 1992. ISBN 88-15-02752-1.
- Una strategia per gli Stati uniti d'Europa, a cura di Sergio Pistone, Bologna, Il Mulino, 1989. ISBN 88-15-02094-2.
- L'Europa tra Ovest e Est, a cura di Cesare Merlini, Bologna, Il Mulino, 1990. ISBN 88-15-02674-6.
- La crisi degli stati nazionali. Germania, Italia, Francia, a cura di Lucio Levi, Bologna, Il Mulino, 1991. ISBN 88-15-02702-5.
- Il manifesto di Ventotene e altri scritti, Bologna, Il Mulino, 1991. ISBN 88-15-03307-6.
- Machiavelli nel secolo XX. Scritti del confino e della clandestinità, 1941-1944, a cura di Piero S. Graglia, Bologna, Il Mulino, 1993. ISBN 88-15-04297-0.
- La rivoluzione federalista. Scritti 1944-1947, a cura di Piero S. Graglia, Bologna, Il Mulino, 1996. ISBN 88-15-05246-1.
- Europa terza forza. Politica estera e difesa comune negli anni della guerra fredda. Scritti 1947-1954, a cura di Piero S. Graglia, Bologna, Il Mulino, 2000. ISBN 88-15-07279-9.
- Carteggio. 1961-1971, con Pietro Nenni, Roma, Editori Riuniti, 2007. ISBN 978-88-359-6016-4.
- "Empirico" e "Pantagruel". Per un'Europa diversa. Carteggio 1943-1945, con Ernesto Rossi, a cura di Piero S. Graglia, Milano, Angeli, 2012. ISBN 978-88-568-4869-4.
- I dialoghi di Ventotene, Eugenio Colorni e Altiero Spinelli, a cura di Luca Meldolesi, Soveria Mannelli, Rubbettino, 2018.